# George Pigot (1er baron Pigot)
George Pigot, 1er baron Pigot (4 mars 1719-11 mai 1777) est un homme politique britannique, qui est président britannique de la Compagnie britannique des Indes orientales.

## Biographie
Il est le fils aîné de Richard Pigot de Westminster, et de son épouse Frances, fille de Peter Goode, un huguenot venu en Angleterre à la fin du XVIIe siècle. Frances est une dame de chambre de la reine Caroline. Ses frères sont l'amiral Hugh Pigot (1722-1792) et Sir Robert Pigot.

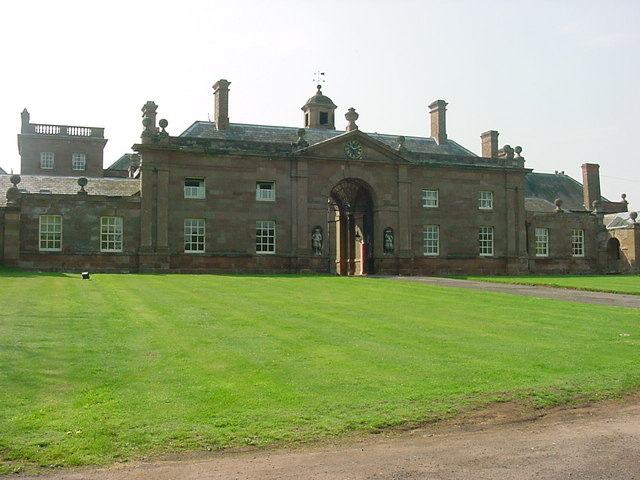
Entrée triomphale de Patshull Hall

Il entre au service de la Compagnie britannique des Indes orientales en 1736, à l'âge de 17 ans; après dix-neuf ans, il devient gouverneur et commandant en chef de Madras en 1755. Ayant défendu la ville contre les Français en 1758-1759 et occupé Pondichéry au nom de l'entreprise, il démissionne de son poste en novembre 1763 et retourne en Grande-Bretagne, et est fait baronnet en 1764. Après avoir vendu le siège familial de Peplow Hall, Shropshire, il achète Patshull Hall, Staffordshire, à John Astley (2e baronnet) en 1765 pour 100 000 £. Cette année-là, il est élu député pour Wallingford au Parlement de Grande-Bretagne, siège qu'il conserve jusqu'en 1768. En 1766, il est créé pair irlandais sous le nom de baron Pigot, de Patshull dans le comté de Dublin. De 1768 jusqu'à sa mort, il siège à la Chambre des communes britannique pour Bridgnorth.
Rentré en Inde en 1775 pour réoccuper son ancien poste à Madras, Pigot est immédiatement impliqué dans une querelle féroce avec la majorité de son conseil qui résulte du projet de restauration de Thuljaji, le rajah de Tanjore. Le gouverneur est arrêté sur ordre de ses opposants et est toujours prisonnier à sa mort.
Pendant ce temps, l'arrestation de Pigot est censurée par le tribunal des directeurs, en Grande-Bretagne, et l'ordre de sa restauration est immédiatement suivi par un autre pour son rappel. Cela s'est produit environ un mois après sa mort, mais avant que la nouvelle n'atteigne la Grande-Bretagne. En 1779, la question est discutée au Parlement et quatre des responsables de son arrestation sont jugés et condamnés à une amende de 1 000 livres chacun. Pigot, qui laisse plusieurs enfants illégitimes, ne s'est pas marié et sa baronnie s'éteint.

## Famille
Deux des frères du gouverneur sont des hommes de renom. Robert Pigot (1720–1796), qui lui succède comme baronnet, commande son régiment (le 38e) lors des batailles de Lexington et Bunker Hill pendant la guerre d'indépendance des États-Unis. Il devient lieutenant général en 1782. L'autre frère, Hugh Pigot (vers 1721-1792) est marin. Après quelques années de service, il devient amiral et commandant en chef aux Antilles en 1782. L'un de ses fils est le général Henry Pigot (1750-1840) et un autre est Hugh Pigot (1769-1797), un capitaine de la marine, assassiné lors d'une mutinerie en septembre 1797 alors qu'il commande le HMS Hermione.
Il laisse plusieurs enfants naturels, entre autres 
1. Sophia Pigot, qui épouse, le 14 mars 1776, Edward Monckton (en) de Somerford Hall, Staffordshire, et décédé le 1er janvier 1834;
2. Richard Pigot (1774–1868), général de l'armée et colonel des 4e gardes de dragons;
3. Hugh Pigot (amiral) (en) (1775–1857), amiral des Blancs;
4. Leonora, qui reçoit une fortune par testament de son père et épouse le 17 octobre 1777 Claude Russell, membre du Conseil de Madras ; en mémoire d'elle et de son mari, il y a une tablette dans l'église Marylebone.
5. George Pigot (1772 ?-1830) Membre de la communauté des colons qui émigré d'Angleterre (1820) pour coloniser la côte orientale du Cap en Afrique du Sud.
6. Mary Green (c.1772-1852) qui épouse, âgée de douze ans en 1784, John Blashfield de Presteigne, Radnorshire.